# Madeleine Edberg
Madeleine Edberg Kinander (Boden, 1938) es una artista visual y multidisciplinar sueca. Forma parte de un fenómeno iniciado en la época dorada del litoral malagueño, que aglutinó a una gran cantidad de artistas provenientes de todo el mundo, constituyéndose en un conjunto de creadores perfectamente integrados en la cultura local, que participan de manera activa en la renovación plástica del arte malagueño.

## Trayectoria profesional
Madeleine Edberg inició su educación artística, en su Suecia natal, como alumna en la escuela Capella Gârden en Öland, Fundada por el arquitecto y diseñador Carl Malmsten en 1960, motivado por el desencanto ante la forma en que la educación se enfocaba en el rendimiento académico; una versión actualizada del movimiento Arts & Crafts. Posteriormente, Edberg continuó su formación en el Centro de artesanía sueca Sätergläntan.
Tras instalarse en Torremolinos a finales de los años sesenta, continuó su formación artística en España. A su llegada a Andalucía, se graduó en Textil Artístico en la Escuela de Artes Aplicadas de Motril (Granada). Una vez instalada en Málaga, prosiguió su formación graduándose en Fotografía Artística en la Escuela de Artes Aplicadas y Oficios Artísticos San Telmo de Málaga, y aprendiendo grabado en el Taller de Grabado de Fuengirola. También obtuvo el título en Estudios Superiores Hispánicos en la Universidad de Málaga. Como viajera incansable, se ha formado en disciplinas artísticas de otras culturas de Europa, América y Asia. 
En los años ochenta participó en dos exposiciones que darán gran visibilidad a los artistas extranjeros de Málaga, ¿Qué pintamos aquí? (1989) y El paraíso encontrado (2001), ambas comisariadas por el artista José María Córdoba. La relación entre el artista y el territorio, como señala Tecla Lumbreras, se refleja en el catálogo de esta exposición mediante una serie de fotografías que muestran esa conexión de los creadores con el paisaje donde habitan (...) Los ejemplos de integración de los artistas extranjeros son numerosos. En el caso de Madeleine Edberg, su participación se puede rastrear en exposiciones, bienales, concursos provinciales, jurados de artes plásticas (...) Un ejemplo sería también la inclusión, en el caso de las creadoras, en la Guía de Artistas y Escritoras Contemporáneas Andaluzas, publicada por el Instituto Andaluz de la Mujer en 1997, entre las que se encuentra Madeleine Edberg (con su pieza "ojo" de 1996). Su trabajo durante años en La Casa de la Cultura de Torremolinos como profesora de creatividad y textil,[2] avala esta integración sin fisuras. Edberg ha realizado numerosas exposiciones individuales y colectivas desde los años setenta hasta la actualidad.

## Estilo
Edberg es partidaria del empleo del más depurado estilo artesano en sus obras, siendo total y absolutamente creadora de las mismas, diseñando, dibujando y tejiendo con sus propias manos, apartándose de módulos preestablecidos y buscando la policromía, la naturalidad cromática y la belleza en la variedad temática. Madeleine Edberg ha estado siempre comprometida con la ecología y el cuidado del entorno, así como le interesa el comportamiento humano; ideas que trata desde un punto de vista irónico. Es evidente que a Madeleine Edberg, la visión unilateral que circunscribe cada técnica específica con los conceptos de creación que le son propios, no le satisfacen completamente. En su búsqueda hay mucho de esa síntesis integral, que da cabida en el espacio de una obra a cuantas vías y materias necesita para abordarla en su totalidad, e imbricarla en aleaciones inverosímiles. Integra, yuxtapone, adopta los conceptos, materiales y objetos más diversos, para que ellos sean los que definan sus propósitos. El acento está en el significado. La figuración y la abstracción es mero juego estético, en definitiva. Mediante ella, y en función de las mezclas que utiliza, sus obras son como collages que compendian ese todo al que se aproxima. En la mayoría de sus obras hay un elemento matérico común: el papel. Ha fabricado papeles, ha editado libros de artista, esculturas de papel, instalaciones con papel. Mezcla lenguajes, la imagen y la palabra, las texturas y el color con fotografías y dibujos. Edberg utiliza una fina ironía, cierto sarcasmo, para hablarnos de la fragilidad humana, de lo incierto de nuestro destino, del juego, del azar. Emplea lenguajes superpuestos, unos significados solapan a otros. Un camino para el conocimiento, el humor.

## Obra
Su obra forma parte de las siguientes colecciones institucionales públicas y privadas:
- Colección Ayuntamiento de Benalmádena. España.
- Colección de arte de la Universidad de Málaga.
- Colección del Centro de Arte Faro Cabo Mayor de Santander, España.
- Colección Ayuntamiento de Fuengirola. España.
- Colección Colegio de Arquitectos, Málaga. España.
- Museo de Artes Populares, Málaga. España.
- Colección Centro Andaluz de Arte Seriado, Alcalá la Real. España.
- Colección Diputación de Málaga. España.
- Museo del Grabado Contemporáneo, Marbella. Málaga. España.
- Colección Instituto de la Mujer, Málaga. España.
- Colección Biblioteca Nacional, departamento de incunables y libros raros, Alcalá de Henares. España.
- Colección Industria SAB, Malmö, Suecia.
- Sydkraft, Tomelilla, Suecia.
- Museo de Ystad, Suecia.
- Museo de Arte, Malmö, Suecia.
- Biblioteca de CITAM, Lausana, Suiza.
- Museo de Szombathely, Hungría.
- Centralne Muzeum Morskie, Gdynia, Polonia.

- Grafikens Hus, Mariefred, Suecia.
- SCP, Ruzomberok, Eslovaquia.
- Perpetuum Art Gallery, Kostroma, Rusia.
- Museo Municipal, Gdynia, Polonia.
- National Taiwan Museum of fine Arts. China.

## Exposiciones
EXPOSICIONES INDIVIDUALES (Selección)ː
1978 Centro de artes, Mijas (Málaga). / Hispano Nórdica, Marbella (Málaga). / 1979 MADELEINE EDBERG, Galería Les Ateliers du Compas, París, Francia. / Röda Tråden, Malmö, Suecia. / 1980 EXPERIMENTOS... MADELEINE EDBERG, Museo de Arte, Ystad, Suecia. / 1982 MADELEINE EDBERG, Museo de Arte, Hörby, Suecia. / 1983 Centro Cultural, Castillo Bil-Bil, Benalmádena (Málaga). / 1986 Casa de Cultura, Fuengirola (Málaga). / FIBRAS, Instalación, Colegio de Arquitectos (Málaga). / 1987 CONOS, Instalación, International Wehrgemenshap, Dortdrecht (Rotterdam).Holanda.  / 1990 LA URDIMBRE DE UNA FÁBULA, Galería Carmen Romero, Marbella (Málaga). / 1991 ANÉCDOTAS...., Galería Carmen Romero, Lucena (Córdoba). / 1992 MADELEINE EDBERG, La Posada, Cómpeta (Málaga). / 1993 MADELEINE EDBERG, pintura, grabados, etc.. Museo de Arte, Ystad, Suecia. / 1996 PINTURA Y ESCULTURA M. EDBERG, Galería Marta Moore, Sevilla. / 1999 DE BOCA EN BOCA, lenguaje visual, Sala Escuela de Arte San Telmo, Málaga. / 2003 Escritos..., espacio para el Alma. Espacio tres, obras textiles, libro de artista, escultura de materiales reciclados, instalación. / 2006 HISTORIAS, esculturas, Sala Escuela de Arte San Telmo, Málaga. / 2009 LA VIDA Y NADA MÁS..., instalación, técnica mixta. Espacio Tres de Málaga. / 2010 AGUANTA! Instalación, técnica mixta, foto, Espacio Tres de Málaga. / 2013 EL PARAISO RE-INVENTADO, UKaMa, Instalación, Torremolinos. / 2020 Tirando de la memoria, UKaMa Torremolinos.
EXPOSICIONES COLECTIVAS (Selección)ː
Además, ha participado en más de 200 muestras colectivas entre exposiciones, bienales, simposios y ferias nacionales e internacionales, de las que se seleccionan aquí una parte desde el año 2008ː
2008 Galería Punktum, Belgrado, Serbia. / BREAD-PROYECT, Museo Etnográfico, Ljubliana, Eslovenia. / Sillas de Artista, Espacio Tres Málaga. / BREAD-PROYECT, Museo de Historia y Arte, Kaliningrad, Rusia. / Batart, Feria de Arte, Barcelona. / Libros de artista, Museo 25 de Mayo, Belgrado, Serbia;
2009 CUT, Reiffeisenhof, Graz, Austria. / COMO PEZ EN EL AGUA, UKaMa, arte contemporáneo, Torremolinos.
2010 MONOPRINTS,The Central City Public Library n.a. V.V. Mayakovsky, Nevsky prospect, San Petersburgo, Rusia. / THE 14th INTERNATIONAL BIENNAL PRINT EXHIBITION, R.O.C. National Taiwan Museum of fine Arts. /Center of the graphic arts, painting and design “START Academy” St Petersburgo, Russia. / El DIBUJO CON MAYÚSCULA, Diputación, Málaga. / TIME AND THOUGHTS, International Textile and Fibre Art Workshop, Voipala Artcenter, Finlandia. / MONOTYPES-Favorites, San Petersburgo Rusia. / BOX-POPULI, Taller Galería GRAVURA, Málaga.
2011 Taide-ART, Nuttila. Virrat. ART, NATURE and ECOLOGY, Installation. Finlandia. / INTERNATIONAL IDEAS, Town gallery, Virinä, Virrat, Finlandia. / Libro de Artista, UKaMa, Torremolinos, Málaga
2012 ARTIST´s BOOKS, Biblioteca Nacional, St. Petersburgo, Rusia. / BOUND, instalación Rogatec castillo/muso, Eslovenia. / LA CRIPTA ENCENDIDA, Macharaviaya. / ARITST´s BOOKS, Virrat , Finland. / XX Años de la gráfica malagueña, Área de cultura de la Diputación de Málaga en colaboración con el Museo de Grabado Español Contemporáneo; sala de exposiciones El Portón, Alhaurin de la Torre. / Miradas de Mujeres ¡!!WOW!!!, Ukama, Torremolinos. / ART, NATURE and ECOLOGY, Installation, Taide-Art Nuttila, Finland. / ARTIST´s BOOKS, Biblioteca de la Ciudad, Helsinki, Finlandia. / ARTIST´s BOOKS, Biblioteca Nacional, San Petersburgo, Rusia. / ARTIST´s BOOKS, Biblioteca Nacional, Belgrado, Serbia.
2013 Funny Moneys, Exhibitionhall of Gostiny Dvor, St Petersburgo, Russia. / ESTE O ESTE, Sala El Portón, Alhaurín de la Torre. Málaga. / Libros de Artista, Fredriksverk, Dinamarca.
2014 De-construyendo identidades, Sala Mignorance, Málaga. / Baltic Biennial of Artist´s books, San Petersburgo. / Miradas de mujeres GLAM(-our), UKaMa, Torremolinos, Málaga. / Erase una vez…, MUPAM, Málaga. / Artists´Books- Denmark, Düssekilde Hunnerup, Dinamarca./ Utopia Imposible, MUPAM, Málaga.
2015 Mobiliario de artista, MUPAM, Málaga. / Museo de arte contemporáneo MIDA, Belforte del Chienti, Italia. / PRINTS, UKaMa, Torremolinos. / EMPODERA-T, coge las riendas de tu vida. Sala de exposiciones del Palmeral de las sorpresas den Muelle 2, Puerto de Málaga.
2016 Empodera-T, Casa Fuerte Bezmiliana, Rincón de la Victroia. / Reseñas íntimas, Bienal Miradas de Mujeres, UKaMa, Torremolinos. / Exposición de arte postal. Postdata: Esperanza, Recuerda: +Murcia 2016, Pabellón 1 del Cuartel de Artillería, Murcia. / ESTAR PRESENTES- SER VISIBLES, MAV, Sala expo. Sta Inéz, Sevilla. / FOR THE FUTURE, Libro de artista, BOOK ART OBJECT 3, Museum of applied art and Punktum for art experiment, Belgrade, Serbia. / REVOLUCIONARTE, Centro de estudios Hispano-Marroquí, Málaga.
2017 Estar presentes, ser visibles, UKaMa centro de arte, Torremolinos. / Treasure Island, Museo RUSSIAN LEVSHA, San Petersburgo, Rusia.
2018 Huellas del dibujo, Bienal de dibujo contemporáneo, Aplama-Unicaja, Málaga. / Treasure Island, “Na Kashirke” Gallery (Union of Moscow Exhibition Halls) Moscú, Rusia. / Solo sola soy libre, UKaMa, exposición de arte contemporáneo.
2019 Ex Libris, veinticinco años creando Libros de artista, UKaMa, Torremolinos, Málaga. / Miniprint Internacional Cantabria, del Centro de Arte Faro Cabo Mayor de Santander, Cantabria, España./ Transforma, Centro de Estudios Hispano marroquí, Málaga.
2020 Transforma, Casa Fuerte Bezmiliana, Rincón de la Victoria. / Huellas del Dibujo, II Bienal de dibujo contemporáneo, Sala de exposiciones Barbadillo, Málaga. / Donde habito, Espacio Cero, Contenedor Cultural de la Universidad de Málaga. / Treasure Island, The Ioann Ravelin of the Peter and Paul Fortress (the State Museum of History of St. Petersburg, San Petersburgo.
2021 Do not kill the angels, exposición en Mersin en la calle el día de la mujer 8 de marzo, invitación de Nur Seren Tor, Universidad de Mersin, Turquía.

## Reconocimientos
2010  Award Time and Thought, por su trabajo "Rain of emotions", realizado dentro del International Textile and Fibre Art Workshop. Voipaala Art Centrum. Finlandia.
2011  XI Premio Victoria Kent, al reconocimiento por la labor que hacen las mujeres por un mundo más igualitario. Concedido por el Área de Igualdad del Ayuntamiento de Torremolinos.
2019  La asociación Colectiva Observatorio Cultural Feminista rinde homenaje a la artista Madeleine Edberg por su larga trayectoria profesional y de gestión cultural. 
2023  Medalla de Artes Plásticas otorgada por el Ateneo de Málaga. 

## Publicaciones
- Ojo de ganso. Carpeta de grabados, numerada, 1994.
- TEXTIL sin limites.Catálogo exposición de estudiantes. Escuela de Artes San Telmo, 1997.
- De la Pasión ajena... Libro de grabados/Poesíade J. A. Sánchez, Galería La Buena Estrella,1997.
- Textile- projectː "Al- Andalus". TEXERE, textile education and research in Europe, Revista, de la Universidad de Colonia, Alemania,agosto de 1999.
- Textile- project "Al- Andalus”, TEXERE Newsletter, Noticias e Información, Artículo sobre investigación en el ámbito textil, 2000.
- Retazos, Catálogo sobre el “Hyphen-project”, trabajo de investigación y realización de obras de los alumnos de la Casa de Cultura de Torremolinos, 1997-2000.